# Primitive and Aboriginal Dogs Society
La Primitive and Aboriginal Dogs Society o PADS è un'associazione dedicata a promuovere la conservazione dei cani primitivi del mondo come il dingo, New Guinea singing dogs e tutti gli antichi cani domestici aborigeni indigeni.
I soci membri della PADS hanno diversa cultura ed esperienza personale, tra essi  vi sono: scienziati, ricercatori, appassionati di razze specifiche, persone interessate ai cani aborigeni in generale, antrozoologi, antropologi.

## Scopi
Le loro azioni dei membri e i loro studi sono rivolti a preservare i cani aborigeni nelle loro aree di origine, stabilirne la popolazione della razza, mantenere la diversità genetica e/o programmi di allevamento ed infine educare il pubblico sulle qualità dei cani aborigeni.
Tra gli scopi più importanti, in dettaglio:
- comprendere meglio lo sviluppo evolutivo di cani primitivi e aborigeni;
- promuovere il riconoscimento tassonomico che questi cani meritano, come ponti viventi tra canidi selvatici e razze allevate;
- sensibilizzare l'opinione pubblica sul ruolo di questi cani hanno avuto nella storia evolutiva dell'umanità;
- preservare l'integrità dei cani primitivi e aborigeni prima che scompaiano.

La PADS pubblica una rivista con cadenza pluri-mensile dal nome: Journal of PADS, dove vengono raccolte esperienze e ricerche personali dei contributori e soci dell'associazione.